# Ricard Permanyer
Ricard Permanyer (Barcelona, c. 1877-Barcelona, 1958) fue un poeta español.

## Biografía
Nació en Barcelona, según la Enciclopedia universal ilustrada europeo-americana el 5 de octubre de 1877 y según la Biblioteca Nacional de España en 1887. Entre sus obras se encontraron unos Poemes de tedi i de neguit. Falleció el 30 de enero de 1958 en su ciudad natal.